# Big Yauran
Big Yauran es el tercer álbum de estudio del cantante puertorriqueño J Álvarez, publicado el 23 de septiembre de 2016 a través de On Top of the World Music. Contiene el sencillo «Haters», también con las colaboraciones de Lápiz Conciente, Carlitos Rossy, Persa "La Voz", O'Neill, Don J Leone, Guariboa y Lito y Polaco.
Este álbum fue nominado para los Premios Grammy Latinos de 2017 en la categoría Mejor Álbum de Música Urbana.

## Lista de canciones
| N.º   | Título                                                              | Duración |  |
| 1.    | «Free Persa» (ft. Persa "La Voz")                                   | 0:50     |  |
| 2.    | «Envidia»                                                           | 3:49     |  |
| 3.    | «Entre Gritos y Balas»                                              | 6:15     |  |
| 4.    | «Big Yauran»                                                        | 3:06     |  |
| 5.    | «Los Del Torque» (ft. Lápiz Conciente)                              | 4:23     |  |
| 6.    | «Tamos Chilling»                                                    | 2:59     |  |
| 7.    | «El Presidente»                                                     | 3:28     |  |
| 8.    | «Se Dejaron Ver»                                                    | 3:15     |  |
| 9.    | «El Político»                                                       | 4:12     |  |
| 10.   | «Rude Buay» (ft. O'Neill, Don J Leone, Guariboa)                    | 4:36     |  |
| 11.   | «The Empire» (ft. Carlitos Rossy)                                   | 4:21     |  |
| 12.   | «Haters»                                                            | 4:27     |  |
| 13.   | «Carta Pal Primo 2»                                                 | 4:37     |  |
| 14.   | «Rude Buay (Remix)» (O'Neill, Don J Leone, Guariboa, Lito y Polaco) | 7:11     |  |
| 57:35 |                                                                     |          |  |